# Fotomontagem

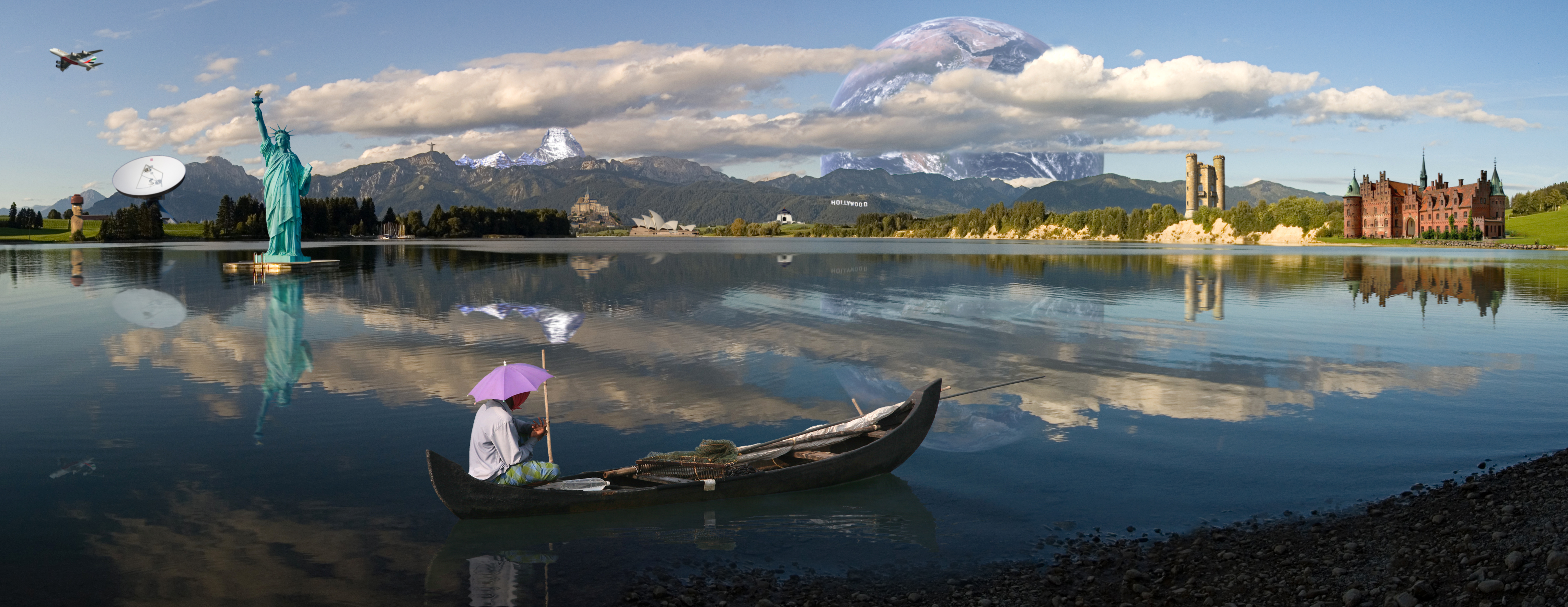
Fotomontagem de 16 imagens, manipuladas digitalmente através do Photoshop com a intenção de formar uma paisagem real

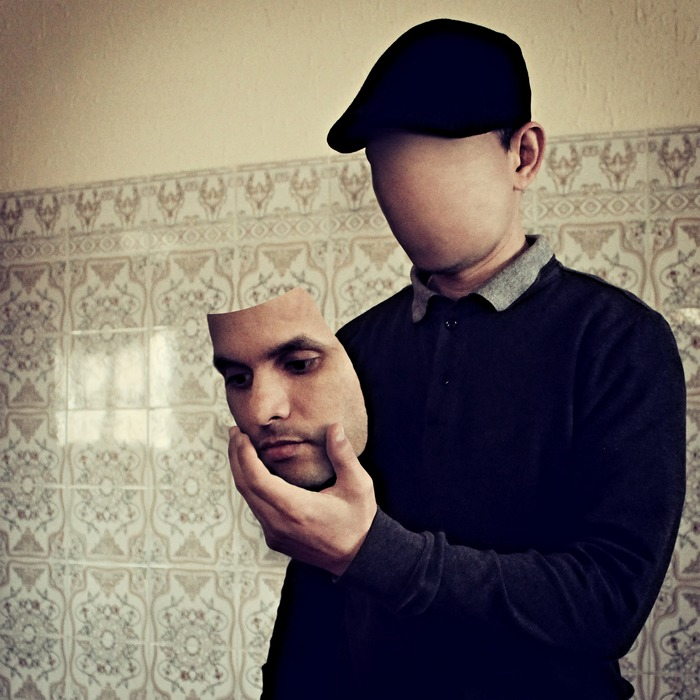
Fotomontagem por Achraf Baznani

Fotomontagem é o processo (e resultado) de se fazer uma composição fotográfica ao cortar e reunir um número de outras fotografias. A imagem composta é às vezes fotografada para que a imagem final seja convertida de volta ao formato fotográfico. Um método similar, mas que não emprega filme, é realizado atualmente através de softwares de edição de imagem. Esta última técnica é chamada pelos profissionais de "compositing", também conhecida informalmente como "photoshopping".
Atualmente, as montagens de fotos são frequentemente utilizadas em peças publicitárias. As agências de marketing fazem uso frequente do processo de edição para embelezar produtos. Em agências de modelos o uso de softwares de edição é contínuo.

## Introdução técnica

### Montagem negativa
Esta é a maneira mais antiga e elaborada de criar uma fotomontagem. Define-se de tal forma que se pode chegar a uma nova imagem combinando vários negativos. Ao juntar vários negativos, foram criadas novas imagens, que foram combinadas com máscaras e expostas ao mesmo positivo. A dificuldade da técnica foi combinar perfeitamente os negativos individuais em termos de perspectiva, tamanho, iluminação e profundidade de campo.

### Fotografia combinada
No início da fotografia, as fotografias eram tiradas em placas de colódio, que precisavam ser limpas após cada disparo para reutilização. Se você não fizesse isso completamente o suficiente, o próximo tiro resultaria em uma dupla exposição indesejável. Alguns artistas tiveram a ideia de usar esse fenômeno como meio de design. Isso aconteceu principalmente na fotografia combinada, que foi praticada a partir de 1850.

### Montagem positiva ou montagem adesiva
A montagem positiva é criada a partir de material visual preexistente, que o artista produz ele mesmo ou encontra em revistas, revistas e outros materiais gráficos. Essa técnica também é conhecida como montagem adesiva, já que em sua forma mais simples ela consiste em nada mais do que motivos recortados ou rasgados que são colados juntos a uma superfície.
Aqui você é mais flexível do que na montagem negativa, pois os elementos da imagem no fundo podem ser movidos conforme desejado antes de decidir por uma composição. Isso só se torna difícil quando você se define uma montagem realista, porque também aqui as diferentes imagens têm que se encaixar não apenas em perspectiva, iluminação, profundidade de campo e tamanho, mas também em termos de textura de papel, gradação e coloração. Artistas conhecidos, como John Heartfield, que usou essa técnica, reproduziram a montagem finalizada para retocar as bordas cortadas na câmara escura.

### Montagem digital
A montagem digital é a técnica mais comum de fotomontagem atualmente. Nesse processo, o material de imagem digital é combinado com a ajuda de programas de processamento de imagens.
A fotografia digital tornou possível montar imagens convenientemente no computador usando programas de edição de imagem. Você tem a opção de digitalizar o material de imagem desejado, reproduzi-lo ou tirar uma foto adequada você mesmo. Uma montagem digital profissional só pode ser criada se forem observados os mesmos princípios da montagem negativa e positiva, ou seja, a perfeita coordenação do material de imagem entre si. Mesmo que um programa de edição de imagens permita muitas mudanças depois, um bom material de origem é um pré-requisito para uma montagem realista.
As possibilidades de montagens em vídeo também se tornaram cada vez mais sofisticadas nos últimos anos.

## Artistas conhecidos pelo uso da técnica
- Aleksandr Rodchenko
- Dave McKean
- El Lissitzky
- George Grosz
- Hannah Höch
- Kurt Schwitters
- Man Ray
- Raoul Hausmann
- Robert Rauschenberg
- Salvador Dalí
- Ana Paula Sousa da Silva
- Achraf Baznani

## Galeria

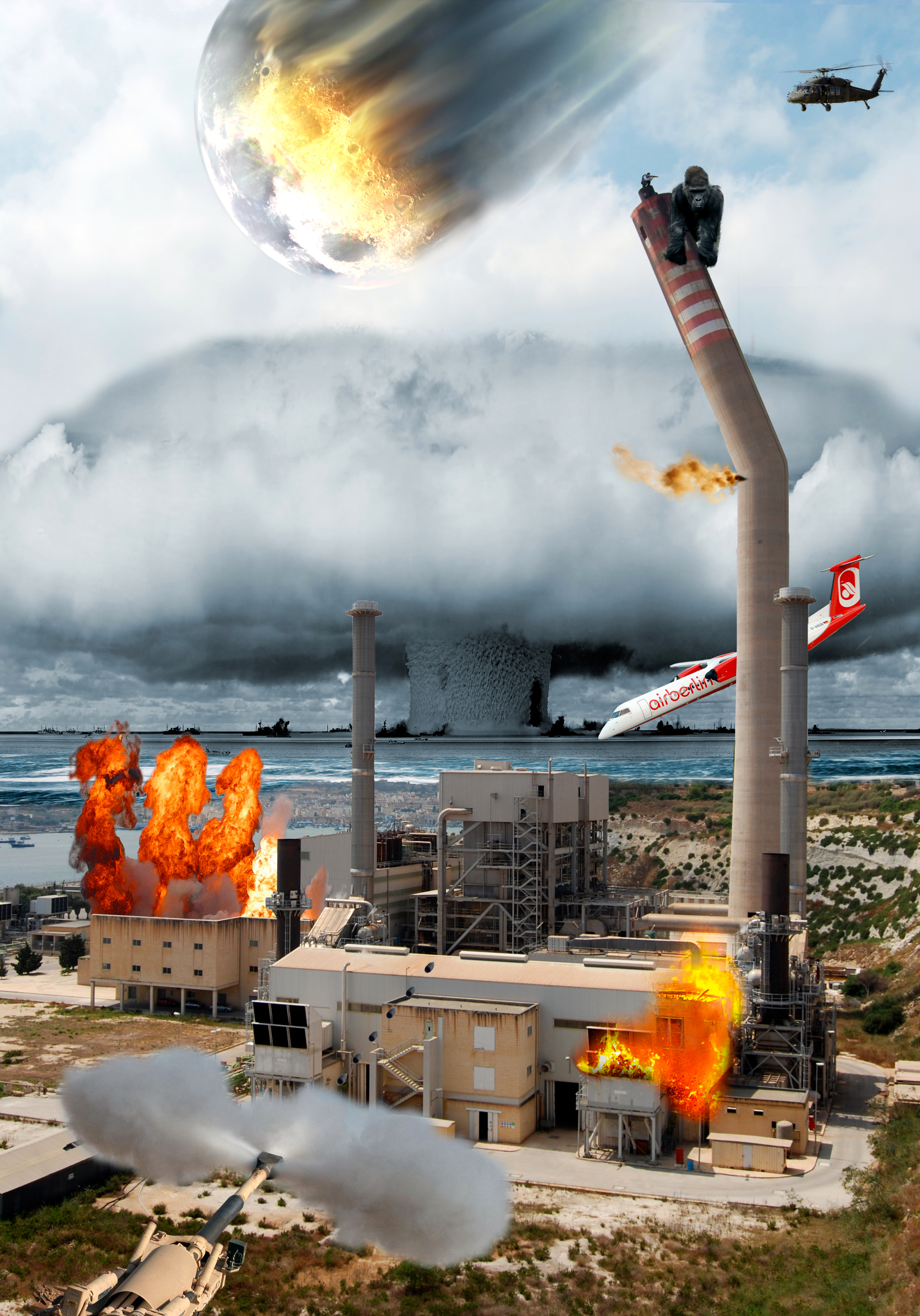
Composto de 11 imagens diferentes
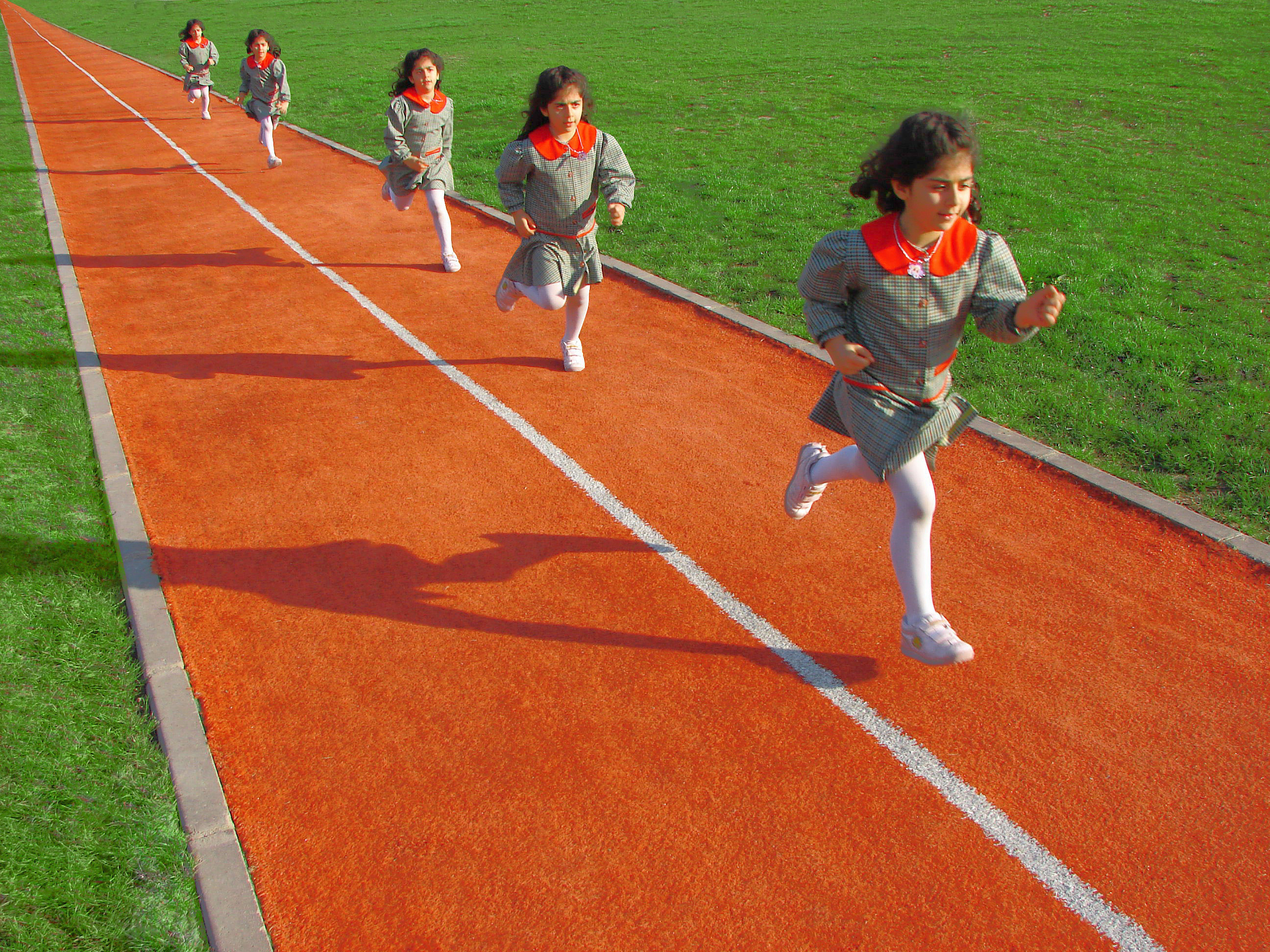
Perspectiva
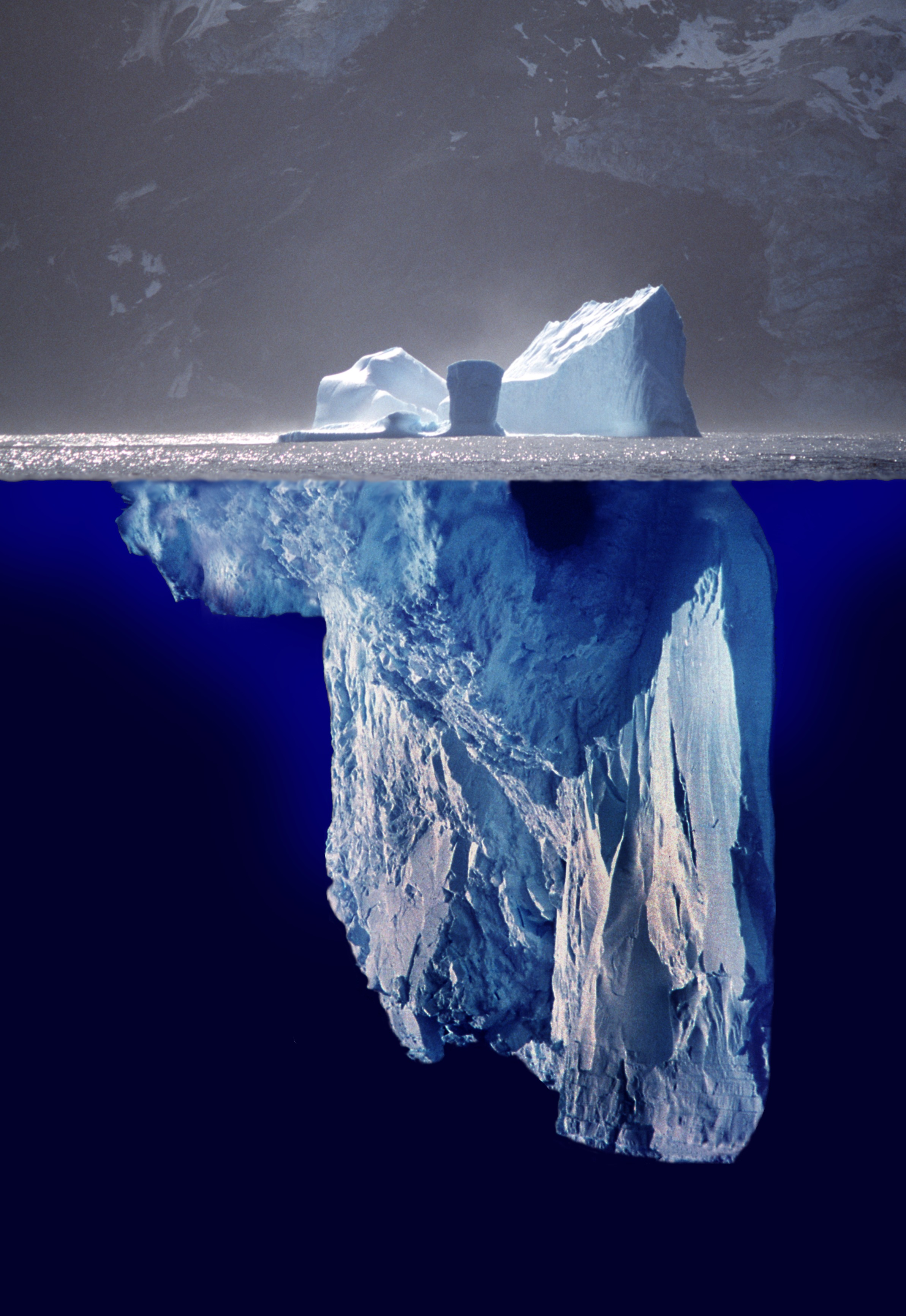
Fotomontagem mostrando como seria um iceberg completo debaixo d'água
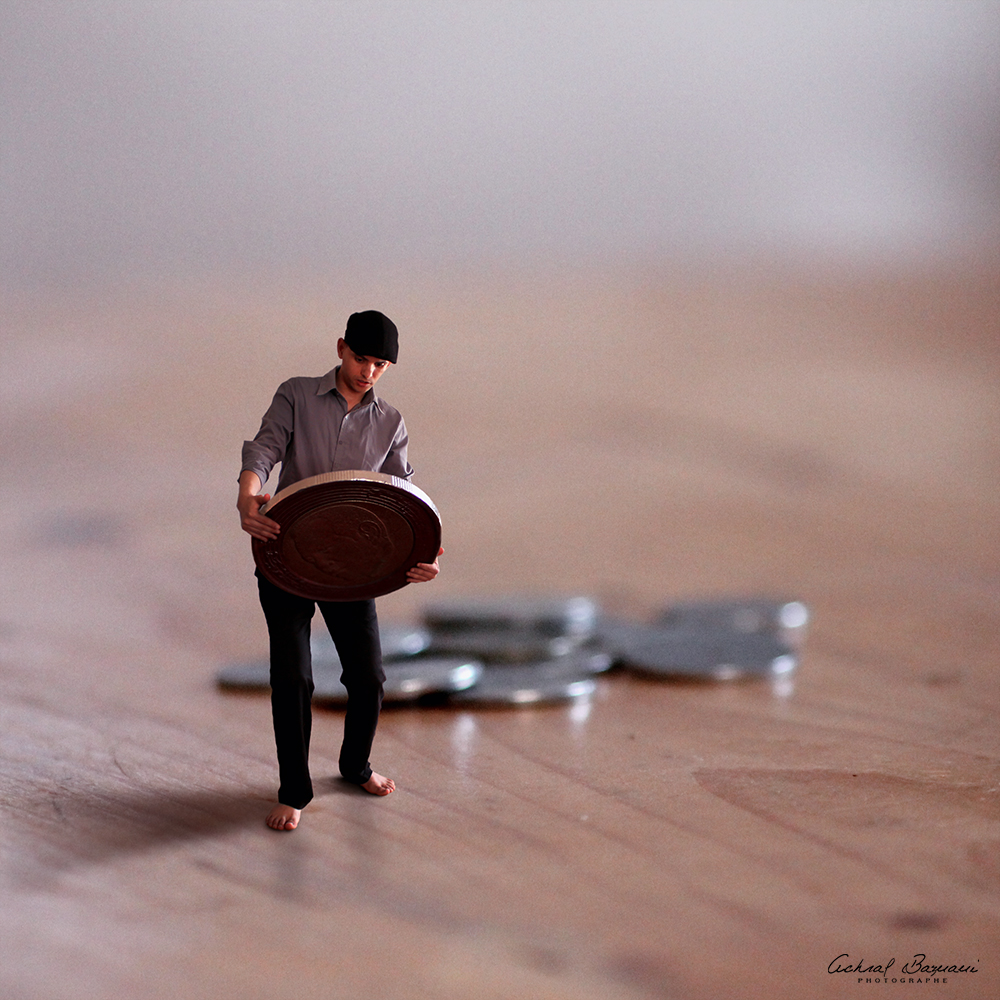
Uma fotomontagem moderna
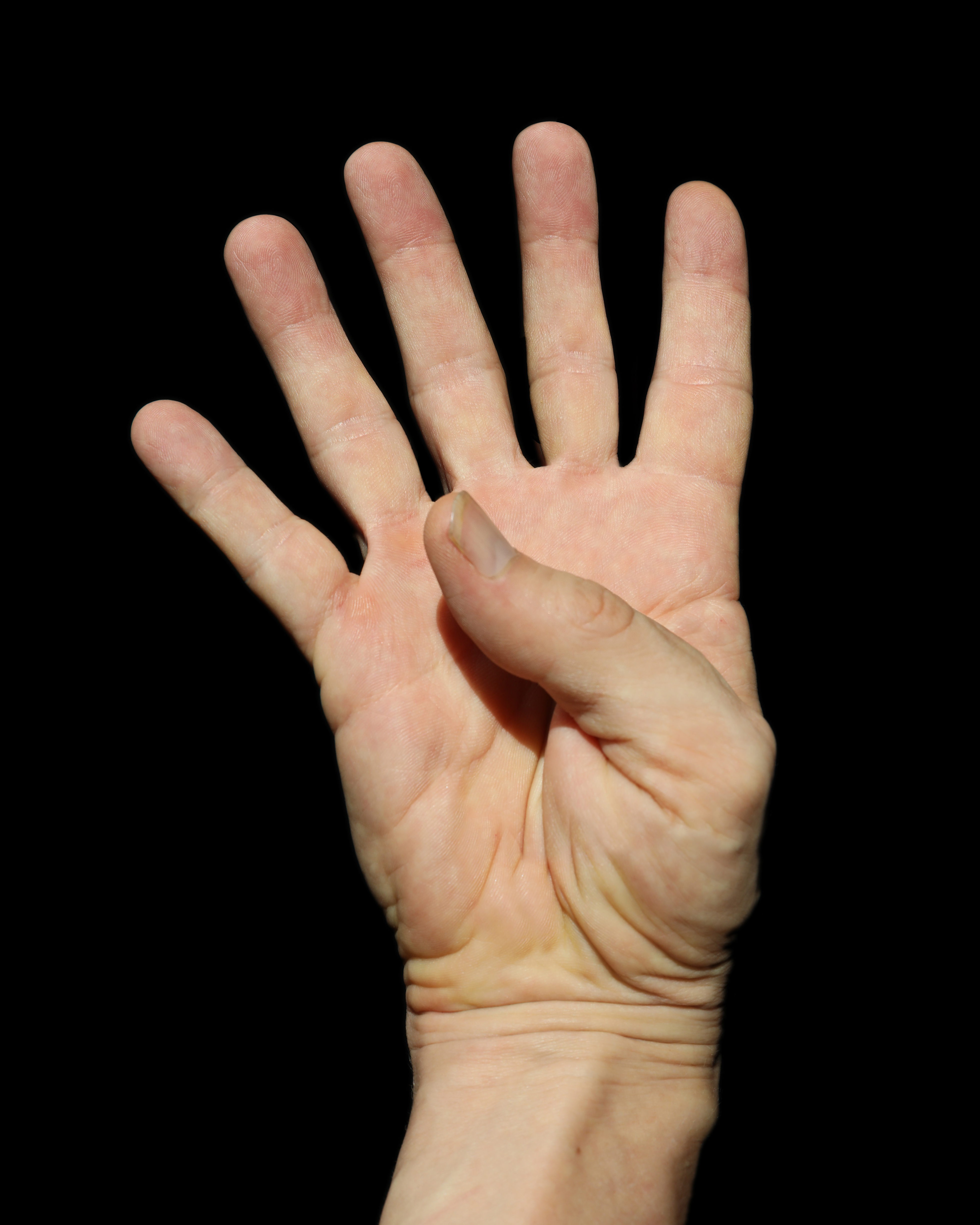
Mostrando cinco dígitos em vez de quatro